# 忍冬科
忍冬科包括大约800种植物，主要分布在亚洲东部和北美洲东部，但在热带地区和南部非洲没有发现本科植物。
克朗奎斯特分类法将川续断和败酱各单独列为一个科，APG 分类法将黄锦带、北极花、刺续断也各单独列为一个科，但2003年经过修订的APG II 分类法认为上述个科都可以合并为一个科，APG III 分类法则完成了它们的合并。
忍冬属的忍冬又叫金银花，花冠白色，但在凋零前变为黄色，所以同一植株上有两种颜色的花，花蕾可以作为中药，有清热解毒功效，此外几种忍冬属植物如金银忍冬、毛花柱忍冬等十几种的花都有同样的功效。

## 形态
- 绝大部分是藤本植物或灌木，只有很少种为草本植物，有常绿植物也有落叶植物。茎干常有发达的髓部。
- 叶对生，稀有轮生，多为单叶；全缘、具齿或有时羽状或掌状分裂，有时为单数羽状分裂；叶柄短，有时两叶柄基部连合，通常无托叶。
- 聚伞或轮状聚伞花序，或有聚伞花序集合成伞房式或圆锥式复花序，极少花单生；花通常两性；萼筒贴于子房，萼裂片或萼齿4～5枚，宿存或脱落；花冠合瓣，裂片与萼片同数；雄蕊4～5枚，着生于花冠筒内；子房下位，2～5室，中轴胎座，每室有一至多数胚珠。
- 果实为浆果、蒴果或核果，具一至多数种子，种子具骨质外种皮，平滑或有槽纹。

## 分类

### 现有属
黄锦带族
- 黄锦带属 Diervilla ：3种
- 锦带花属 Weigela：10种

七子花族
- 七子花属 Heptacodium ：1种

忍冬族
- 鬼吹箫属 Leycesteria：6种
- 忍冬属 Lonicera：180种
- 毛核木属 Symphoricarpos ：17种
- 莛子藨属 Triosteum：6种

北极花族
- 六道木属 Abelia ：30种
- 双盾木属 Dipelta：4种
- 蝟实属 Kolkwitzia：1种
- 北极花属 Linnaea ：1种

刺续断族
- 薊葉參屬 Cryptothladia
- 刺续断属 Morina

双参族
- 双参属 Triplostegia

败酱族
- 败酱属 Patrina
- 甘松属 Nardostachys
- 排草属 Centranthus
- Plectritis
- 缬草属 Valeriana
- 新缬草属 Valerianella
- Fedia

### 旧分类
下列为原来属于忍冬科，但目前被新分类法剔除的各属：
- 假海桐属 Alseuosmia：8种
- Memecylanthus：1种
- Periomphale ：2种

以上各属被分入假海桐科 （Alseuosmiaceae），其中Memecylanthus 属和Periomphale属是假海桐科中Wittsteinia属的异名。
- 香茜属 Carlemannia：3种
- 蜘蛛花属 Silvianthus ：2种

以上2属被分入香茜科（Carlemanniaceae）
- 荚蒾属 Viburnum：约200种

荚蒾属被分入五福花科（Adoxaceae）。